# Rød kornel
Rød kornel (Cornus sanguinea) er en op til 4 meter høj busk, der vokser i lysåbne skove og krat. Bærrene er meget beske, men spises hurtigt af fugle. Rød kornel er skygge- og vindtålende, og den slår rod fra grene langs jorden. Den tåler beskæring godt.

## Beskrivelse
Rød kornel er en løvfældende busk med en bred, opstigende vækstform. Barken er først håret og olivengrøn. Senere bliver den brunligt rød på solsiden og grøn på skyggesiden. Gamle grene kan få gråbrun, furet bark. Knopperne er modsatte, tiltrykte og gråbrune med et lidt "løst" udseende.
Bladene er ægformede eller ovale med hel rand, buede ribber og kort spids. Oversiden er mat blågrøn, mens undersiden er noget lysere og mere rent grøn og krushåret. Høstfarven er blodrød. Blomsterne sidder i endestillede skærme. De er hvide med ganske korte kronblade. Frugterne er sorte stenfrugter. Frøene modner godt og spirer villigt.
Rodnettet består af et stort antal, tæt forgrenede trævlerødder. Busken sætter rodskud, og de grene, som har jordkontakt, slår rod.
Højde x bredde og årlig tilvækst: 4 x 3 m (20 x 20 cm/år). Målene kan anvendes ved udplantning.

## Voksested
Rød kornel er udbredt i Mellemøsten, Kaukasus og det meste af Europa, herunder også i Danmark, hvor den er almindelig i den østlige del. Busken er tilpasset lysåbne eller let skyggede voksesteder med en tør, veldrænet og kalkrig jord. Derfor findes den i krat, skovbryn eller underskov.
I den den fredede naturskov Bolderslev Skov under Aabenraa Statsskovdistrikt findes arten på tilgroningsflader i en lysning ("Sletten") med sekundær succession sammen med bl.a. ask, avnbøg, bøg, alm. hvidtjørn, bævreasp, gråpil, rødel, slåen og stilkeg.

## Anvendelse
Rød kornel er velegnet til skovbryn, læ- og vildtplantninger, men ikke i haver, da den breder sig for meget.
| Portal | Portal:Botanik |

## Note
1. ↑  Susanne Smerup Bak: Basismonitering af tilgroningsflade i Bolderslev Skov